# Полдневское сельское поселение
Полдневское сельское поселение — упразднённое муниципальное образование в составе Угранского района Смоленской области России.
Административный центр — деревня Полднево.
Образовано законом от 28 декабря 2004 года. Упразднено законом от 25 мая 2017 года с включением всех входивших в его состав населённых пунктов в Всходское сельское поселение.

## Географические данные
- Общая площадь: 134,3 км²
- Расположение: центральная часть Угранского района
- Граничит:
  - на северо-западе — с Мытишинским сельским поселением
  - на севере — с Русановским сельским поселением
  - на северо-востоке — с Угранским городским поселением
  - на юго-востоке и юге — с Всходским сельским поселением
  - на западе — с Захарьевским сельским поселением
- Крупные реки: Угра, Гордота.

## Население
| 2011 | 2012 | 2013 | 2014 | 2015 | 2016 | 2017 |
| ---- | ---- | ---- | ---- | ---- | ---- | ---- |
| 207  | ↘198 | ↘191 | ↘184 | ↗187 | ↘172 | ↘167 |

## Населённые пункты
На территории поселения находилось 18 населённых пунктов:
| №  | Населённый пункт      | Тип населённого пункта | Население |
| -- | --------------------- | ---------------------- | --------- |
| 1  | Архамоны              | деревня                |           |
| 2  | Бурмакино             | деревня                |           |
| 3  | Васино                | деревня                |           |
| 4  | Велижка               | деревня                | 1         |
| 5  | Дубровка              | деревня                |           |
| 6  | Зиновино              | деревня                |           |
| 7  | Кислово               | деревня                |           |
| 8  | Кочаны                | деревня                |           |
| 9  | Круча                 | деревня                |           |
| 10 | Мариуполь             | деревня                |           |
| 11 | Пищёво                | деревня                |           |
| 12 | Подлипки              | деревня                |           |
| 13 | Полднево              | деревня                |           |
| 14 | Посёлок 10-го участка | посёлок                |           |
| 15 | Посёлок 18-го участка | посёлок                |           |
| 16 | Пустошка              | деревня                |           |
| 17 | Фролово               | деревня                |           |
| 18 | Цаплино               | деревня                |           |

## Экономика
Сельхозпредприятия, школа, магазины.